# ¡Al fuego, bomberos!
¡Al fuego, bomberos! (en checo: Hoří, má panenko) es una película cómica checoslovaca de 1967 dirigida por Miloš Forman. Esta fue la última película que Forman realizó en su Checoslovaquia natal antes de marcharse al exilio y la primera en filmarse en color; un hito de la Nueva Ola Checoslovaca.
La película gira en torno al baile anual del departamento de bomberos voluntarios de un pueblo pequeño checoslovaco, y la trama retrata la serie de desastres que se producen durante la noche. La película utilizó pocos actores profesionales y los bomberos retratados fueron interpretados, principalmente, por los propios bomberos de la pequeña ciudad donde se rodó. En su retrato de la corrupción imperante de la comunidad local y el colapso de los planes, incluso con buenas intenciones, la película se interpretó como una sátira sobre el sistema comunista de Europa del Este, y fue "prohibida para siempre" en Checoslovaquia después de la invasión soviética de 1968.

## Argumento
El torpe cuerpo de bomberos voluntarios de una pequeña ciudad checoslovaca organiza un baile en el ayuntamiento, que incluye una rifa y un concurso de belleza. Los bomberos también planean regalar un pequeño hacha ceremonial como regalo de cumpleaños a su presidente jubilado, que tiene cáncer (aunque creen que él mismo no lo sabe, ya que los médicos tenían prohibido revelar enfermedades terminales a sus pacientes). Durante los preparativos para el baile, un hombre prende fuego a una pancarta y se encuentra colgando de las vigas del ayuntamiento cuando sus colegas dejan caer su escalera.
Los premios de la rifa empiezan a desaparecer: una tarta, una botella de coñac, una rueda de queso y una bola de chocolate. Josef, uno de los bomberos, ve que faltan los premios, pero nadie admite saber nada sobre los robos; finalmente descubre que incluso su esposa está involucrada. Durante el baile, un comité de bomberos en disputa busca candidatas para el concurso de belleza, pero tienen dificultades para encontrar suficientes. Un hombre invita a los miembros del comité a beber para convencerlos de que incluyan a su fea hija entre las candidatas. Una pareja de enamorados se manosea bajo la mesa de la rifa.
Después de muchos problemas, se encuentran siete (y finalmente ocho) concursantes para el concurso. Se les dice que la ganadora entregará el regalo al presidente después del concurso, y el comité les da instrucciones sobre cómo posar y caminar. Sin embargo, cuando comienza el concurso, las chicas huyen del salón y se encierran en el baño. En consecuencia, la multitud comienza a arrastrar a las candidatas de reemplazo al escenario y se produce una pelea. Una anciana es coronada como ganadora y el público aplaude.
Suena una sirena porque la casa de un anciano, el señor Havelka, está en llamas. Todos aprovechan la ocasión para salir del ayuntamiento sin pagar las bebidas. Con el camión de bomberos atascado en la nieve, los bomberos consiguen salvar algunos muebles y animales de la casa, pero con unas cuantas paladas de nieve no pueden hacer nada para apagar el fuego. Havelka toma prestada una mesa y la utiliza para vender más alcohol a la multitud que observa el incendio.
Para ayudar a Havelka, que lo ha perdido casi todo, la gente dona sus boletos de rifa. Sin embargo, durante el baile han robado casi todos los premios, quedando solo unos pocos objetos de poco valor. Los bomberos anuncian que apagarán las luces para darles a los ladrones la oportunidad de devolver los premios. En la oscuridad, todos los objetos restantes también son robados y, cuando las luces vuelven a encenderse, Josef es sorprendido devolviendo el queso de cabeza que robó su esposa. El comité de bomberos se retira para discutir cómo salvar la reputación del departamento. Regresan a una sala ahora vacía, donde solo queda su presidente jubilado. El comité le entrega la caja de regalos y él da un sentido discurso de agradecimiento, pero cuando abre la caja, resulta que también han robado el hacha.
A la mañana siguiente, afuera, bajo la nieve, Havelka se acuesta en su cama junto al bombero que hace guardia junto a las ruinas de su casa.

## Reparto
- Jan Vostrčil como Jefe del Comité.
- Josef Šebánek como miembro del Comité #2.
- Josef Valnoha como miembro del Comité.
- František Debelka como miembro del Comité #1.
- Josef Kolb como Josef.
- Jan Stöckl como Jefe de bomberos retirado.
- Vratislav Cermák como miembro del Comité.
- Josef Rehorek como miembro del Comité #4.
- Václav Novotný como miembro del Comité.
- Frantisek Reinstein como miembro del Comité.
- Frantisek Paska como miembro del Comité.
- Stanislav Holubec como Karel.
- Josef Kutálek como Ludva.
- Alena Květová como participante concurso de belleza.
- Anna Liepoldová como participante concurso de belleza.
- Miluše Zelená como participante concurso de belleza.
- Marie Slívová como participante concurso de belleza.
- Hana Hanusová como Jarka.

## Premios
La película fue nominada a la Mejor película de habla no inglesa en los 41 Premios Óscar. La película también fue inscrita para competir en el Festival de Cine de Cannes de 1968, pero el festival fue cancelado debido a los acontecimientos de mayo de 1968 en Francia.